# Annaba (stad)
Annaba (Arabisch: عنّابة; Frans (verouderd): Bône of Hippone; Latijn: Hippo Regius) is een Berberse stad in het noordoosten van Algerije, dicht bij de rivier de Seybouse, aan de voet van de Edoughheuvels en ook dicht bij de grens met Tunesië. De stad bevindt zich in de gelijknamige provincie Annaba en telde 257.359 inwoners in 2008, waarmee het de vierde stad van het land was.

## Geschiedenis
Veel over de geschiedenis van Annaba is te zien in het Hippo-museum (Musée d'Hippone).
De stad is waarschijnlijk in de 12e eeuw v.Chr. gesticht door de Feniciërs. In 146 v.Chr. namen de Romeinen de stad over en in de Romeinse tijd heette de stad Hippo Regius. Het was een centrum van het vroege christendom; de kerkvader Augustinus was hier bisschop van 396 tot 430 n.Chr. In 431 n.Chr. werden de Romeinen verjaagd en de stad door de Vandalen vernietigd. Vanaf 533 was de stad in handen van de Byzantijnen. Hippo werd opnieuw verwoest in 697 bij de verovering door de Arabieren. De stad was een tijdlang een uitvalsbasis voor piraten. In 1540 werd de stad onderdeel van het Ottomaanse Rijk en van 1832 tot 1962 was ze onder de naam Bône in handen van de Fransen.

## Stadsbeeld

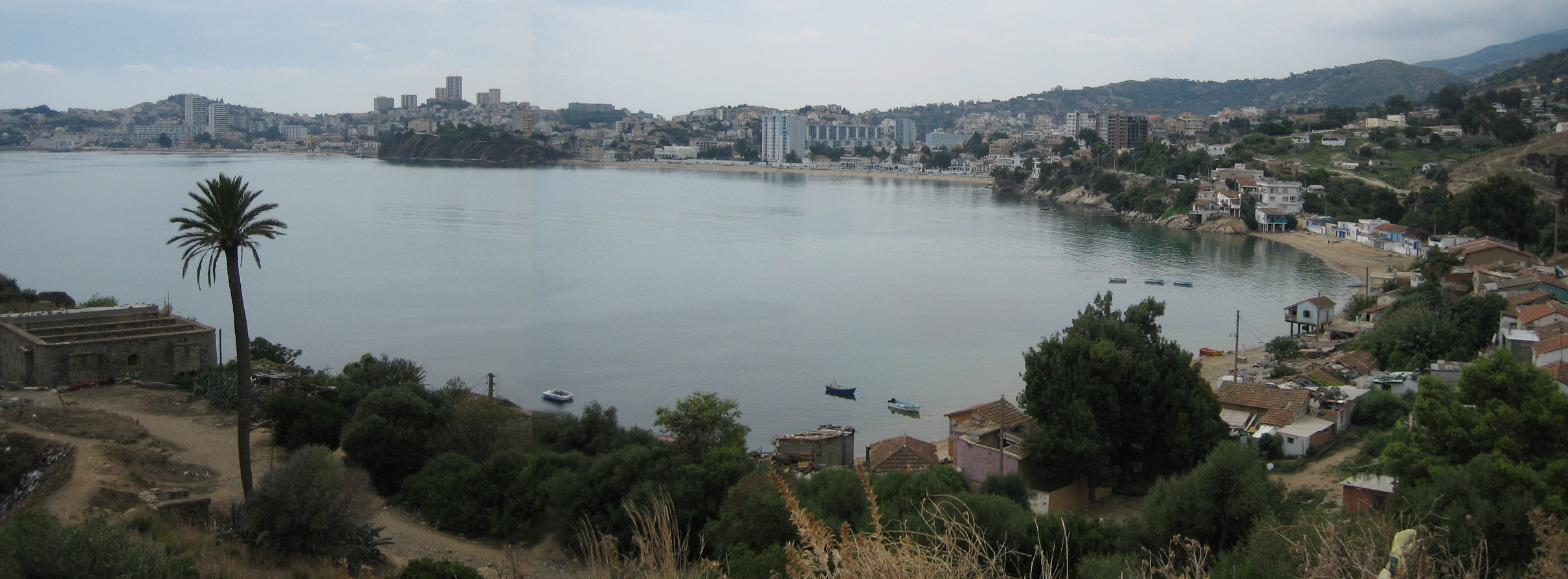
Strand bij Annaba

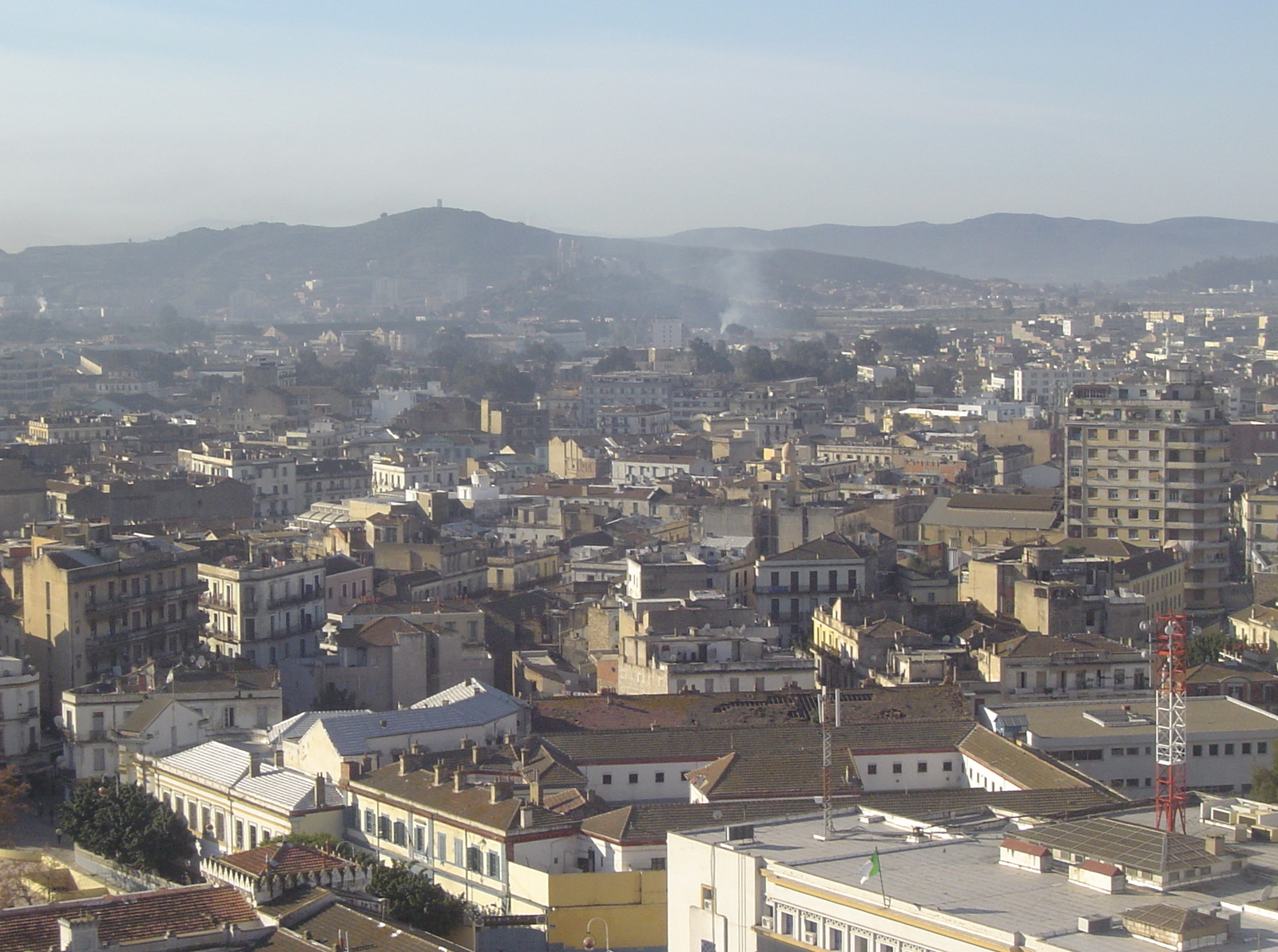
Annaba

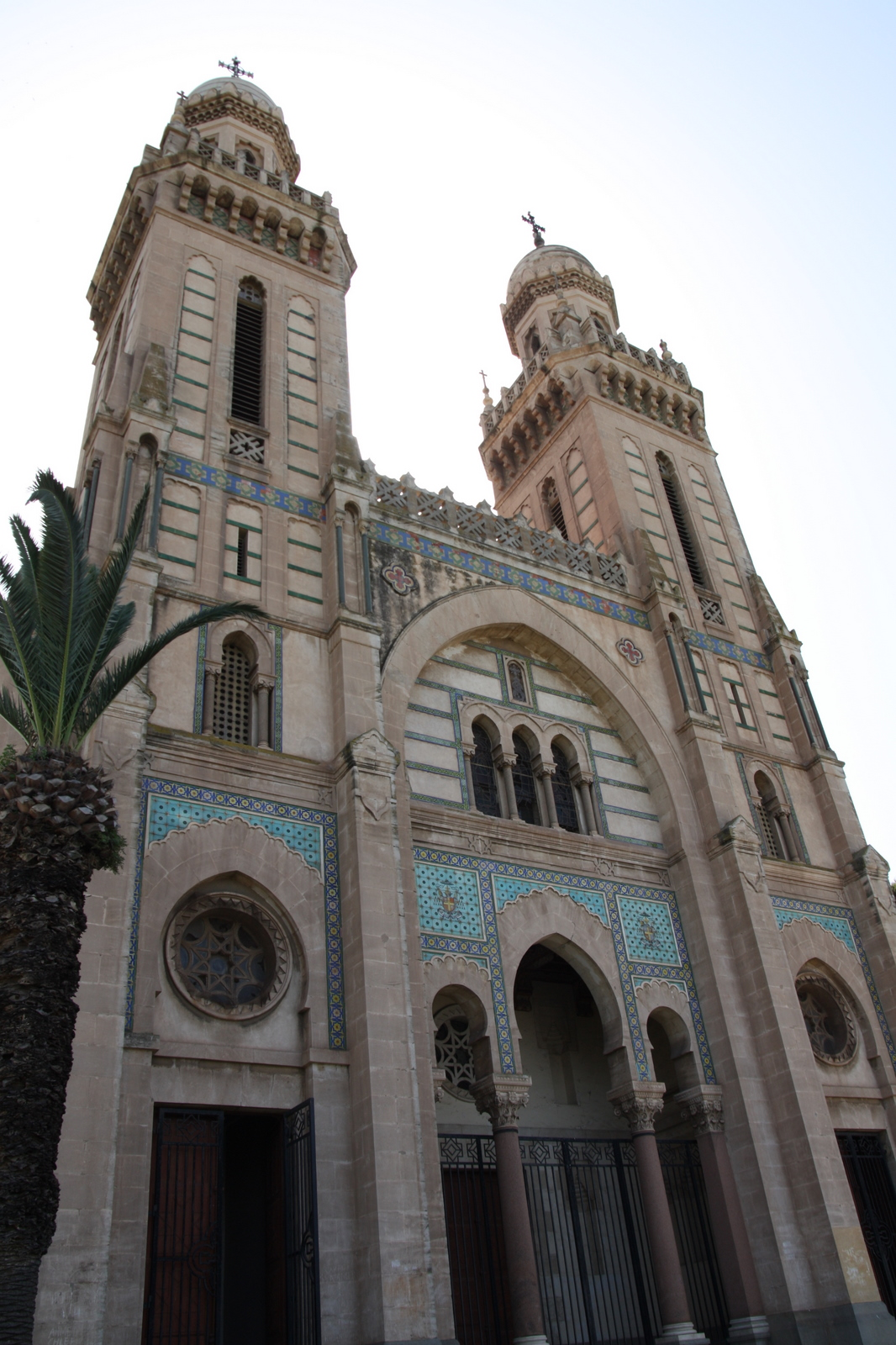
Sint-Augustinusbasiliek

In de stad staan Romeinse, christelijke en islamitische gebouwen. In de oude stad vindt men onder andere de Sidi Bou Merouanemoskee (11e eeuw), de Salah Beymoskee (1790) en een aantal 18e-eeuwse Franse huizen. De nieuwe stad (1870) heeft onder meer de Sint-Augustinuskathedraal (1881-1900), de meeste openbare en officiële gebouwen en het Hippo-museum.
Tussen 1945 en 1964 werden op twee kilometer ten zuiden van de stad restanten van Hippo Regius door archeologen blootgelegd. De opgraving werd opengesteld voor het publiek en in 2002 werd een museum geopend. De ruïnes betreffen een theater, badhuis en een forum en op sommige plaatsen zijn de vloeren van mozaïek nog aanwezig.

## Economie
Vanuit de haven van Annaba worden ijzererts en fosfaat uitgevoerd. Er is ook een vissershaven. Er is een grote staalfabriek (El-Hadjar) en verder ook een aluminium- en kunstmestfabriek en fabrieken voor de auto- en spoorwegindustrie. De streek rond Annaba is vruchtbaar en er wordt vooral graan geteeld.

### El-Hadjar Staalfabriek
In El-Hadjar, ook wel geschreven als El Hadjar, ongeveer 12 kilometer ten zuiden van Annaba, staat de grootste staalfabriek van het land. In de jaren zeventig was deze op initiatief van de Algerijnse Staat gebouwd met technische en financiële hulp van Frankrijk en de Sovjet-Unie. Bij Tébessa, 160 kilometer ten zuiden van Annaba bij de grens met Tunesië, was ijzererts ontdekt en met een spoorlijn werd het erts naar El-Hadjar vervoerd. De capaciteit was 2 miljoen ton staal op jaarbasis maar in 1995 werd er minder dan 1 miljoen ton geproduceerd. Er werkten ruim 20.000 personen bij de fabriek. In 1999 kwam de fabriek onder nieuw management van Société Algérienne de Fabrication Sidérurgique (Alfasid) en in 2001 werd de fabriek deels geprivatiseerd. ArcelorMittal nam in dat jaar een belang van 70% in de fabriek en de ijzerertsmijnen en kocht nog enige andere belangen voor een totaal bedrag van USD 400 miljoen. De rest van de aandelen zijn nog in handen van de Staat.
De staalproductie van ArcelorMittal Annaba lag tussen 2008-2010 onder de 1 miljoen ton op jaarbasis, maar het aantal werknemers is wel fors gereduceerd tot ongeveer 5.600. Al het benodigde ijzererts komt uit de mijnen bij Tébessa. De twee mijnen produceerden in 2010 ongeveer 3 miljoen ton ijzererts en de reserves zijn groot genoeg om dit productieniveau nog 30 jaar vol te houden. El-Hadjar produceert zowel plaat- als stafstaal. Plaatstaal wordt grotendeels in Algerije verder verwerkt, maar circa een derde wordt geëxporteerd naar de buurlanden Tunesië en Marokko. De stafstaal producten, veelal toegepast in de bouw, blijven volledig in Algerije. De vraag is groter dan de fabriek kan leveren en daarom importeert Algerije ook nog veel staal.

## Onderwijs
In de stad is sinds 1975 de Universiteit van Annaba gevestigd. In het jaar 2004 waren er meer dan 40.000 studenten aan deze universiteit ingeschreven.

## Geografie
De stad ligt aan de Golf van Annaba bij de monding van de Wadi Seybouse, niet ver van de Tunesische grens. De stad ligt tegen de Edough-heuvels.

## Stedenband
- Tunis, Tunesië
- Saint-Étienne, Frankrijk, sinds 1982
- Bizerte, Tunesië, sinds 1985
- Duinkerke, Frankrijk
- Jekaterinenburg, Rusland, sinds 2009

## Geboren
- Valentine Prax (1897-1981), Frans kunstschilder en vrouw van Ossip Zadkine
- Claude Jorda (1938), Frans jurist en rechter
- Edwige Fenech (1948), Italiaanse actrice en filmproducent
- Tarek Boukensa (19 november 1981), middellangeafstandsloper